# 1111 (szám)
Az 1111 (római számmal: MCXI) az 1110 és 1112 között található természetes szám.

## A szám a matematikában
A tízes számrendszerbeli 1111-es a kettes számrendszerben 10001010111, a nyolcas számrendszerben 2127, a tizenhatos számrendszerben 457 alakban írható fel.
Az 1111 páratlan szám, összetett szám, félprím. Kanonikus alakja 111 · 1011, normálalakban az 1,111 · 103 szorzattal írható fel. Négy osztója van a természetes számok halmazán, ezek növekvő sorrendben: 1, 11, 101 és 1111.
Tízes számrendszerben repunit. Huszonkétszögszám. Smith-szám.
Az 1111 ötvennégy szám valódiosztó-összegeként áll elő, ezek közül a legkisebb a 7721.

## Csillagászat
- 1111 Reinmuthia kisbolygó